# Črni Orfej
Črni Orfej (portugalsko Orfeu Negro [ɔɾˈfew ˈne.ɡɾu]) je koprodukcijski romantično-tragični film iz leta 1959, ki ga je v Braziliji posnel francoski režiser Marcel Camus, v glavnih vlogah pa nastopata Marpessa Dawn in Breno Mello. Temelji na gledališki igri Orfeu da Conceição Viniciusa de Moraesa, ki temelji na starogrški legendi o Orfeju in Evridiki, postavljeni v sodobni kontekst favele v Riu de Janeiru v času karnevala. Film je posnet v mednarodni brazilsko-francosko-italijanski koprodukciji.
Pomemben del filma je filmska glasba, ki sta jo napisala brazilska skladatelja Antônio Carlos Jobim, katerega pesem »A felicidade« je predvajana ob začetku, in Luiz Bonfá, katerega pesmi »Manhã de Carnaval« in »Samba de Orfeu« sta postali klasiki bosse nove. Pevski glas za Orfeja je bil Agostinho dos Santos. Dolgi prizori filma so bili posneti v faveli Morro da Babilônia, ki leži v soseski Leme Ria de Janeira.
Film je bil premierno prikazan 12. junija 1959 v francoskih kinematografih in je naletel na dobre ocene kritikov. Prejel je zlato palmo za najboljši film na Filmskem festivalu v Cannesu, oskarja za najboljši mednarodni film in zlati globus za najboljši tujejezični film, nominiran pa je bil tudi za nagrado BAFTA za najboljši film.

## Vloge
- Breno Mello kot Orfej
- Marpessa Dawn kot Evridika
- Marcel Camus kot Ernesto
- Fausto Guerzoni kot Fausto
- Lourdes de Oliveira kot Mira
- Léa Garcia kot Serafina
- Adhemar da Silva kot smrt
- Alexandro Constantino kot Hermes
- Waldemar De Souza as Chico
- Jorge Dos Santos kot Benedito
- Aurino Cassiano kot Zeca